# 마타이바 환초

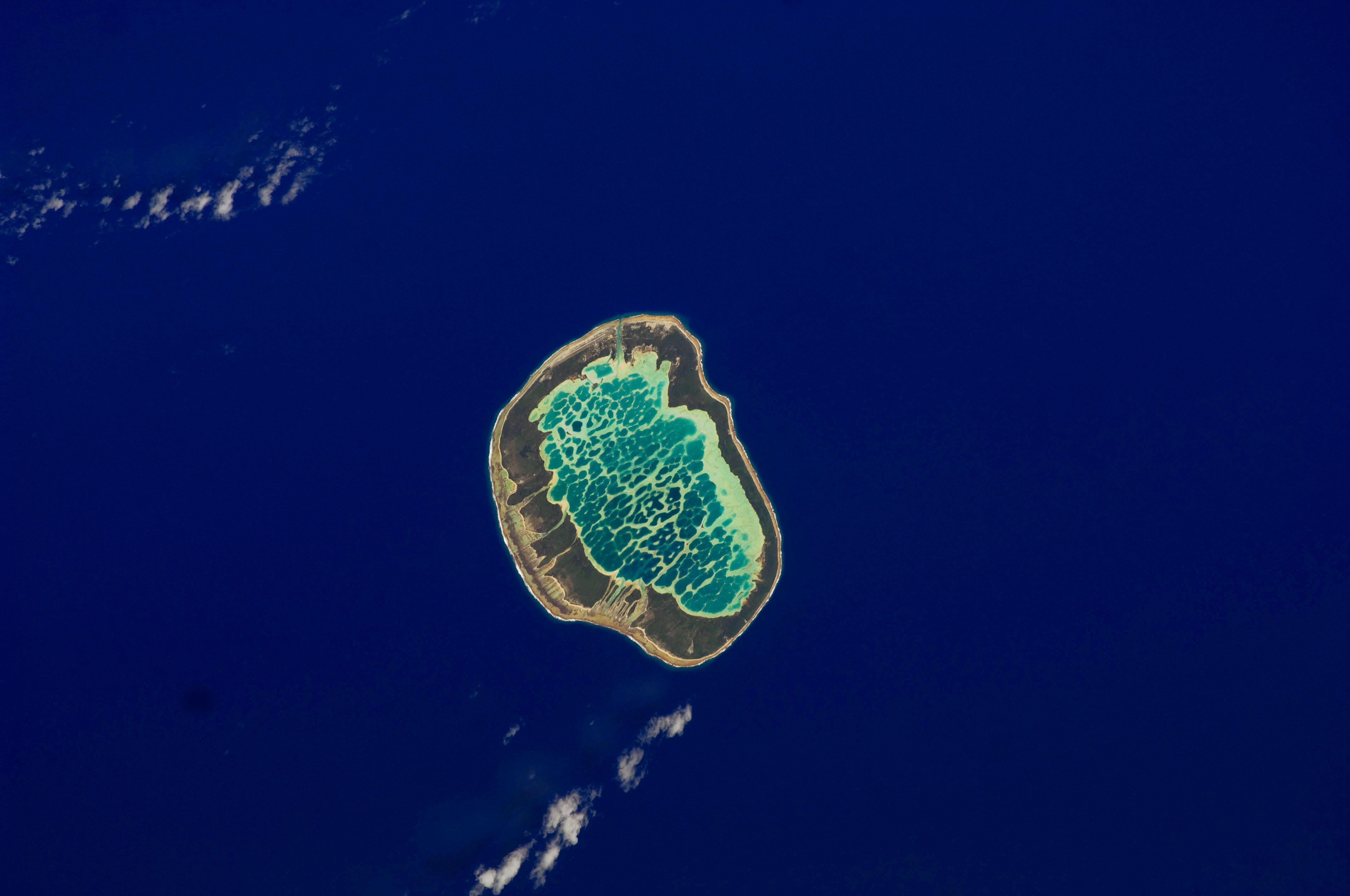
마타이바 환초의 위성 모습.

마타이바 환초(Mataiva Atoll)는 프랑스령 폴리네시아의 투아모투 제도 동쪽에 위치한 환초이다.